# Fernand Saivé
Fernand Dieudonné Coussaint Julien Saivé (Dison, 24 de mayo de 1900-Anderlecht, 12 de abril de 1981) fue un deportista belga que compitió en ciclismo en las modalidades de ruta y pista.
Participó en los Juegos Olímpicos de París 1924, obteniendo dos medallas, plata en ruta (contrarreloj por equipos) y bronce en pista (persecución por equipos).

## Medallero internacional
| Juegos Olímpicos | Juegos Olímpicos | Juegos Olímpicos | Juegos Olímpicos         |
| Año              | Lugar            | Medalla          | Competición              |
| ---------------- | ---------------- | ---------------- | ------------------------ |
| 1924             | París (Francia)  | Medalla de plata | Contrarreloj por equipos |

| Juegos Olímpicos | Juegos Olímpicos | Juegos Olímpicos  | Juegos Olímpicos        |
| Año              | Lugar            | Medalla           | Competición             |
| ---------------- | ---------------- | ----------------- | ----------------------- |
| 1924             | París (Francia)  | Medalla de bronce | Persecución por equipos |